# Satagidija
Satagidija (perz. Thataguš: „zemlja stotinu krava“) je drevna pokrajina (satrapija) Perzijskog Carstva u Južnoj Aziji koja obuhvaća područje istočno od masiva Kirthar uz rijeku Ind, što približno odgovara današnjoj pokrajini Sindh u Pakistanu. Satagidija je graničila s Gedrozijom na zapadu, Arahozijom na sjeveru, te s kraljevstvima drevne Indije na jugu i istoku. Satagidija se prvi put spominje u Behistunskim natpisima iz doba Darija Velikog koji spominje kako se ta satrapija pobunila dok je on bio u Babilonu, te kako je ugušena 515. pr. Kr. Od 480. pr. Kr. Satagidija se potpuno gubi iz povijesnih zapisa, što znači kako su njeni teritoriji politički pripali okolnim satrapijama. Nakon što je Aleksandar Makedonski osvojio područje Satagidije, postala je dijelom Seleukidskog Carstva. Od tada se područje naziva Abirija, dok se obalni pojas zvao Sirastrena. Godine 316. pr. Kr. Satagidija postaje dijelom Maurijskog Carstva.

## Vanjske poveznice
- Darije: Četiri carske liste, Livius.org  Arhivirana inačica izvorne stranice od 2. lipnja 2009. (Wayback Machine)
- Satagidija, Livius.org  Arhivirana inačica izvorne stranice od 3. ožujka 2009. (Wayback Machine)